# Fritschiella
Fritschiella, rod zelenih algi smješten u vlastitu porodicu Fritschiellaceae, dio reda Chaetophorales. Priznate su dvije vrste, obje slatkovodne.
Posljednja vrsta iz ovog roda, Fritschiella aquatilis, otkrivena je 2019. godine u jednom akvariju u Kini, u provinciji Shanxi

## Vrste
1. Fritschiella aquatilis H.Su, J.Feng, J.Lv, Q.Liu, F.Nan & S.Xie
2. Fritschiella tuberosa M.O.P.Iyengar - tipična